# Matilda Kerry
Matilda Kerry là một bác sĩ y tế công cộng làm việc trong mười năm qua để cải thiện sức khỏe của phụ nữ ở Nigeria và ở Châu Phi nói chung. Cô thành lập quỹ George Kerry Life vào năm 2007 và từ đó đã thiết lập các chương trình sàng lọc và nhận biết ung thư vú và ung thư vú dựa trên cộng đồng đã sàng lọc 8000 phụ nữ, cung cấp điều trị tiền ung thư và giáo dục hơn 100.000 gia đình miễn phí hoặc với mức trợ cấp cao. Tầm nhìn của cô là dịch vụ y tế công bằng cho tất cả phụ nữ ở Châu Phi.
Cô là con thứ tư trong bảy người con và theo học trường Cao đẳng Liên bang Girls, Bénin. Cô tốt nghiệp trường Cao đẳng Y khoa, Đại học Lagos, nơi cô học Y khoa và Phẫu thuật. Năm 2000, cô đăng quang ở cuộc thi Cô gái xinh đẹp nhất Nigeria, trở thành đại diện Hoa hậu Thế giới 2000 của Nigeria. Năm 2001, Matilda đăng quang Agbani Darego nổi tiếng là Cô gái đẹp nhất Nigeria năm 2001 và Agbani Darego tiếp tục trở thành Hoa hậu Thế giới 2001 vào cuối năm đó. Kerry cũng làm việc như một người mẫu từ năm 2000 đến 2006.
Sau khi trị vì, Kerry tốt nghiệp Đại học Lagos năm 2006, và hiện đang hành nghề y, chuyên ngành Y học cộng đồng. Cô là chủ tịch của tổ chức George Kerry Life, một tổ chức phi chính phủ được đặt theo tên theo cha của cô nhằm thúc đẩy Sức khỏe Phụ nữ, và đưa ra nhận thức về các bệnh không lây nhiễm (NCD).
Cô là một phần của Sáng kiến Lãnh đạo Châu Phi Trẻ - YALI, một chương trình hàng đầu của tổng thống Barack Obama và là thành viên của Mandela Washington năm 2016, nơi cô đã tham gia cùng 1000 nhà lãnh đạo trẻ châu Phi khác tại Washington DC cho hội nghị thượng đỉnh năm 2016, lên chiến lược cho châu Phi tiến lên.
Cô là một người vợ, người mẹ, một doanh nhân, nhà từ thiện, người mẫu cho giới trẻ và là người ủng hộ cho sức khỏe và quyền lợi của phụ nữ. Cô có bằng thạc sĩ về sức khỏe cộng đồng, là thành viên của các bác sĩ của Trường Đại học Y tế Công cộng Tây Phi và là thành viên của Hiệp hội Phát triển Lãnh đạo Tình dục.